# جيني آلن
جين «جيني» آلن (28 مارس 1868 - 29 أبريل 1968) ناشطة اسكتلندية، ومصدر رئيسي لتمويل حركة المناضلين من أجل حق المرأة في الاقتراع في أوائل القرن العشرين.

## حركة حق المرأة في الاقتراع
في مايو 1902 لعبت آلن دورًا أساسيًا في إعادة تأسيس فرع غلاسكو للجمعية الوطنية لحق المرأة في الاقتراع باسم جمعية غلاسكو وغرب اسكتلندا من أجل حق المرأة في الاقتراع، وكانت عضوًا في لجنتها التنفيذية. كانت داعمًا ماليًا هامًا، وباعتبارها واحدة من نواب رئيس جمعية غلاسكو وغرب اسكتلندا من أجل حق المرأة في الاقتراع، شغلت منصبًا في لجنة الاتحاد الوطني لجمعيات حق المرأة في الاقتراع في عام 1903، من أجل تمثيل الجمعية بعد انضمامها.
في عام 1906 كانت آلن من بين الحضور عندما توجهت تيريزا بيلينغتون (التي اعتقلت وسجنت في أعقاب احتجاج في لندن في وقت سابق من العام) إلى اسكتلندا، على الرغم من رفض الجمعية دعوة بيلينغتون للتحدث. في ديسمبر من ذلك العام، حضرت محاضرة ألقتها هيلين فريزر شرحت فيها مبادئ النضال للاتحاد الاجتماعي والسياسي للمرأة الذي شُكل حديثًا. في عام 1907 شعرت بالقلق من أن الجمعية اللاعنفية لم تكن فعالة كما كان ينبغي أن تكون، استقالت آلن من لجنتهم التنفيذية وانضمت إلى الاتحاد، على الرغم من أنها حافظت على اشتراكها في الجمعية حتى عام 1909.
على مدى السنوات القليلة التالية، قدمت آلن ما لا يقل عن 350 جنيهًا إسترلينيًا (ما يعادل تقريبًا 36,500 جنيه إسترليني في عام 2020) لتمويل الاتحاد، بالإضافة إلى التبرع ببعض التمويل لرابطة الحرية النسائية بعد انفصالهم عن الاتحاد.

### السجن والتغذية القسرية
في أوائل مارس 1912 شاركت آلن مع أكثر من 100 آخرين في احتجاج تحطيم النوافذ وسط لندن. أخفت النساء حجارة كبيرة ومطارق تحت تنانيرهن، وبمجرد وصولهن إلى الموقع، قمن بعمل منسق ودمرن نوافذ المتاجر في شارع ريجنت، وشارع أكسفورد، والمنطقة المجاورة. بعد ذلك، انتظرت النساء بصبر وهدوء وصول الشرطة. تحول انتباه الشرطة إلى مكان آخر بسبب الاحتجاجات وفي هذه الأثناء تمكنت إميلين بانكيرست وثلاث نساء أخريات من الاقتراب بما يكفي من مبنى 10 داونينغ ستريت وألقين الحجارة على أربعة من نوافذه. في أعقاب ذلك اعتقِلت آلن مع العديد من رفاقها وحوكموا وحكم عليهم بالسجن لمدة أربعة أشهر في سجن هولواي.
حظي سجنها بتغطية إعلامية واسعة، ووقع نحو 10,500 شخص من غلاسكو عريضة احتجاج للمطالبة بحريتها. ألفت زميلتها في النضال من أجل حق المرأة في الاقتراع مارغريت ماكفون -التي سُجنت في هولواي لمدة شهرين في عام 1912 بعد كسر نافذة مكتب حكومي- قصيدة بعنوان «إلى زميلة سجينة (الآنسة جيني آلن)»، وقد أدرِجت في المختارات التي نُشرت في هولواي جينجلز من قبل فرع الاتحاد الاجتماعي والسياسي للمرأة في غلاسكو في وقت لاحق من ذلك العام.
أثناء وجودها في السجن، استخدمت آلن موقعها المتميز لتحسين مستويات الراحة للنزيلات، بما في ذلك توزيع الحلويات والفاكهة على زميلاتها المطالبات بحق المرأة في الاقتراع. بعد شهرين من الحكم عليها، سدت باب زنزانتها، وبحسب ما ورد تتطلب اقتحام الغرفة ثلاثة رجال مع أداوتهم واستغرقوا نحو ثلاثة أرباع الساعة. بعد هذا الإجراء، بدأت آلن إضرابًا عن الطعام، وهو شكل من أشكال الاحتجاج ابتكرته ماريان دنلوب عام 1909، وأصبح ممارسة معتادة لحركة حق المرأة في الاقتراع. ومع ذلك، بعد أن أجبرت دنلوب السلطات بنجاح على إطلاق سراحها لأسباب صحية، وضعت الحكومة البريطانية سياسة التغذية القسرية للسجينات التابعات لحق المرأة في الاقتراع اللواتي رفضن الطعام.